# 乳飲み仔豚

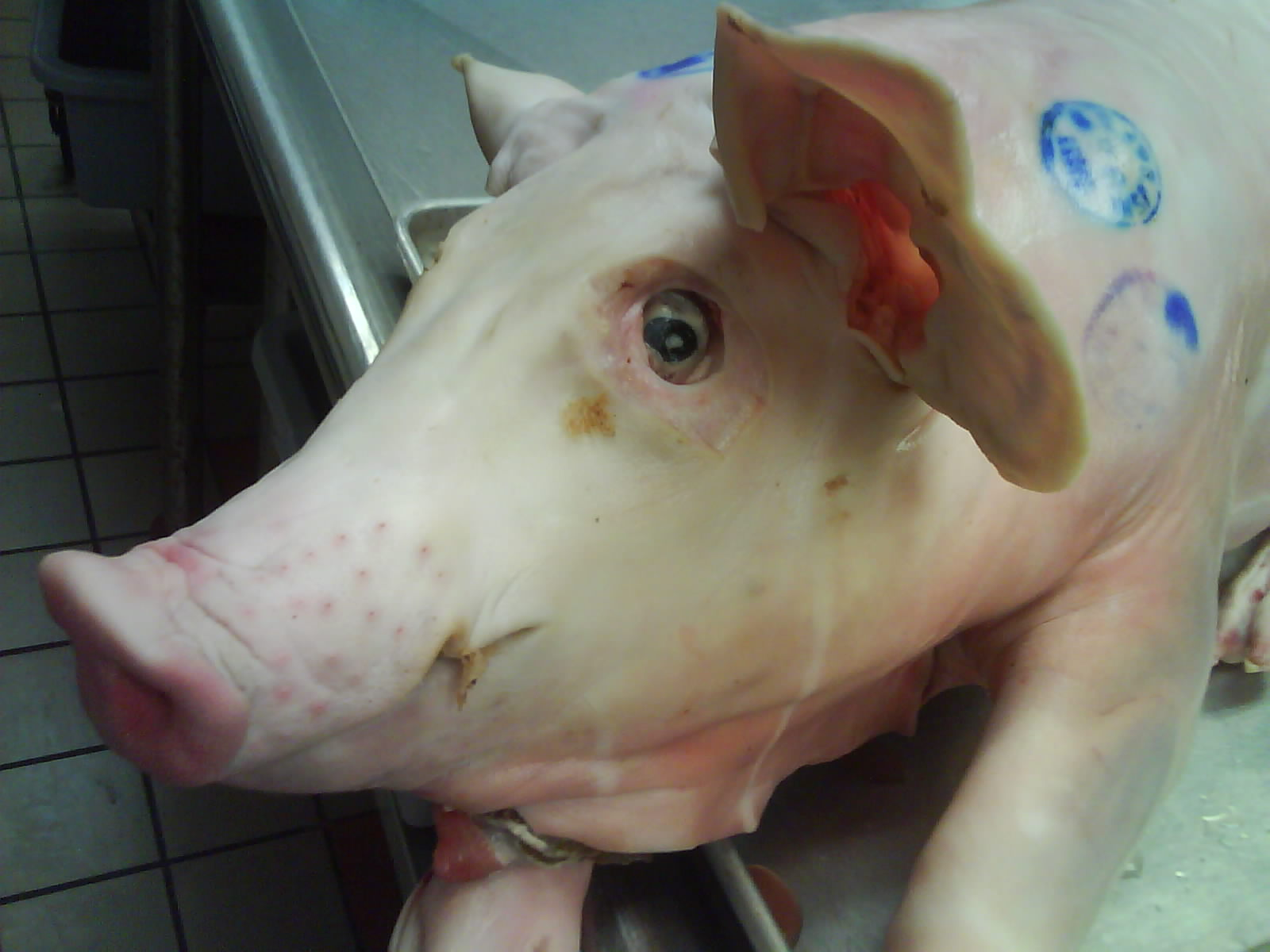
アメリカでテールゲート・パーティでローストされる前の乳飲み仔豚

乳飲み仔豚（英語: suckling pig）とは母豚の乳で肥育した仔豚。料理の文脈では、生後2週から6週で屠殺されたものである。様々な食文化で、伝統的に一頭丸ごと調理され、ローストされることが多い。通常、特別な行事や集まりで調理される。
乳飲み仔豚の肉は薄く柔らかく、調理した皮はパリっとしていてポーク・スクラッチングにも使われる。若い豚の肉にはコラーゲンが多いことから、肉の食感はややゼラチン状になる。

## 歴史
古代ローマや中国の料理には仔豚を用いた料理が数多く存在する。ブタは人類が屠殺するために初めに家畜化した動物の一種なので、人類の文化には数多くの豚に関する言及が見られる。具体的には、仔豚は6世紀のサリカ法典などの初期の資料に登場する。盗難の罰を既定する法律の例としては、第二章第一条にラテン語で Si quis porcellum lactantem furaverit, et ei fuerit adprobatum (malb. chrane calcium hoc est) CXX dinarios qui faciunt solidos III culpabilis iudicetur （「誰かが乳飲み仔豚を盗んだ場合、これが証明された場合には（それは chrane calcium である）、有罪判決の罰金は120デナリウスとなり、ソリドゥス金貨三枚となる」）と記されている。"chrane calcium" という語はフランク語で書かれており、"calcium" （ないし、別の手稿では "galza" ）は「乳飲み仔豚」（リトアニア語: porcellum lactantem）に関する注解である。フランク語のこれらの注解、いわゆる Malbergse Glossen （マルベルグ注解）は、古オランダ語のでもっとも早く証明された言葉とみなされている。

## 論争

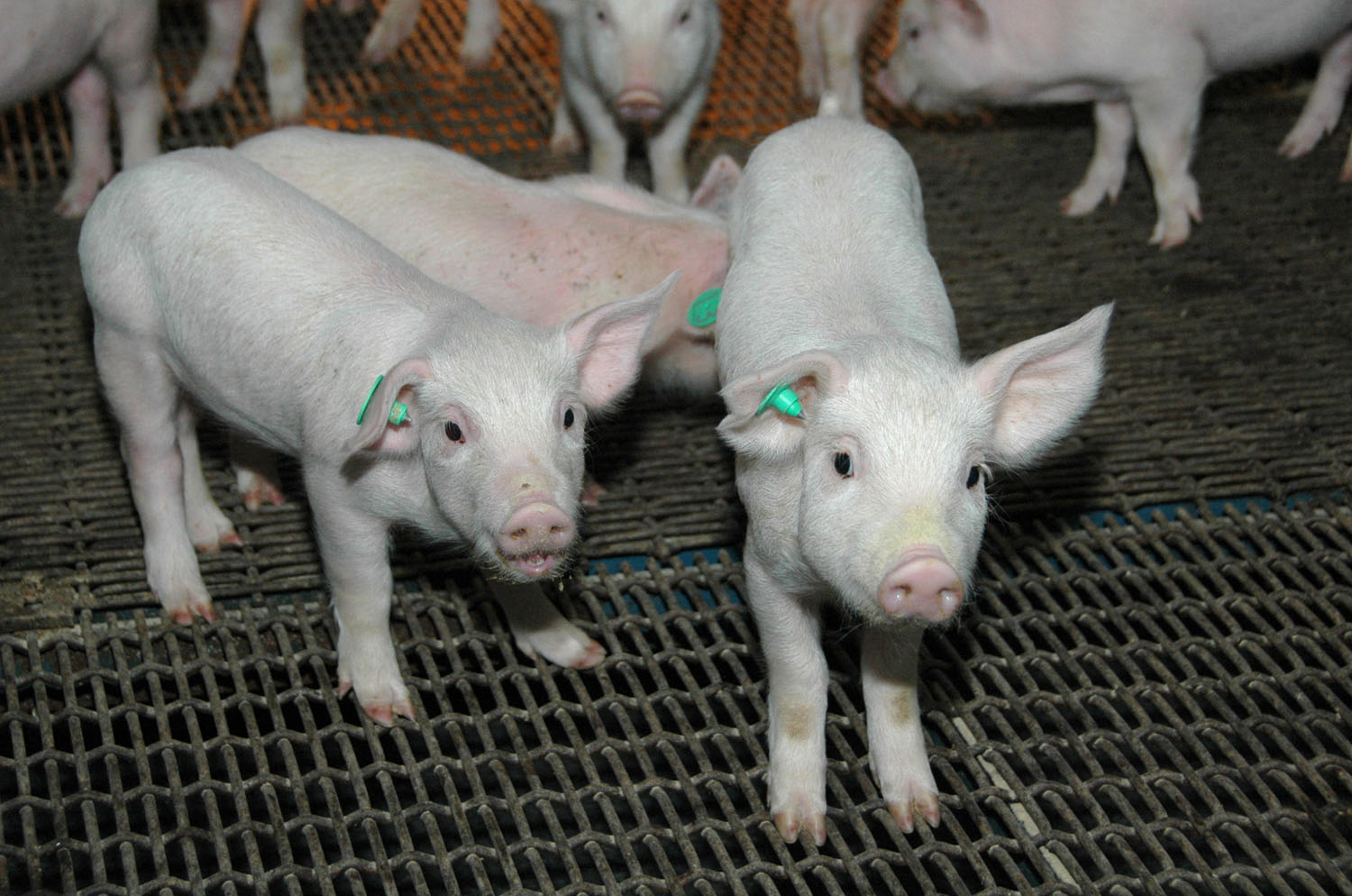
豚舎の仔豚

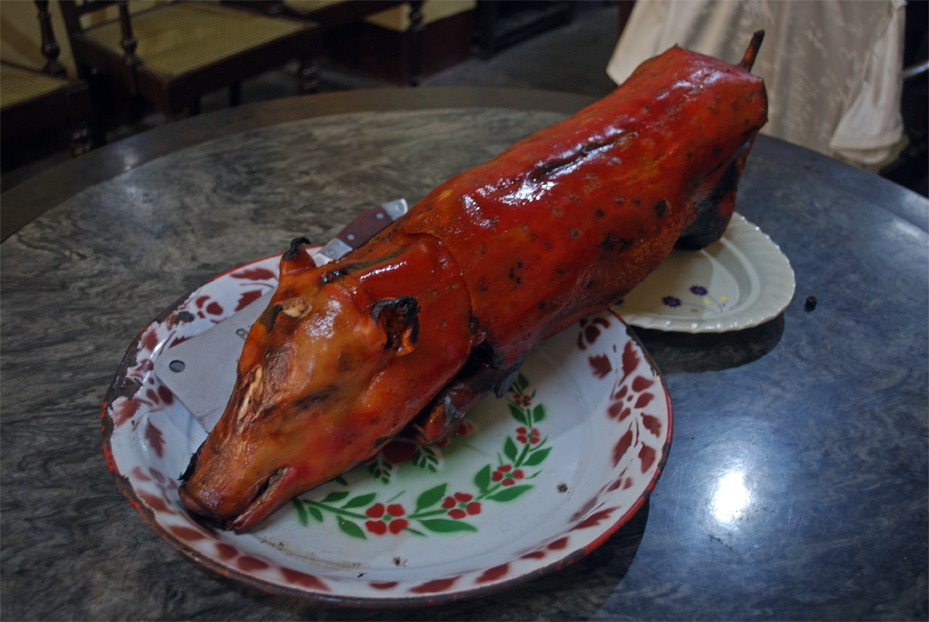
中国式仔豚の丸焼き、コルカタにて

人間が消費するためのブタの使用は、特に自然界で起こるよりも早く母親から引き離された若い動物の場合に、しばし非倫理的として主張されている（自然な離乳は12週後に起こるが、乳飲み仔豚は2 - 6週で屠殺される）。さらに、メディアや動物の権利に関する団体の調査によって乳飲み仔豚に関連する動物虐待や非人道的な状況が明らかになっている。仔豚をコンクリートの壁や床に何度も叩きつけて殺す「サンピング」などの行為は、仔豚を供給しているカナダやアメリカ合衆国、ヨーロッパ諸国、アジア諸国の養豚場では合法な安楽死の方法とされている。母豚である雌豚は、多くの国で妊娠ストールないし分娩ストールに入れられており、ほとんど動かず、生まれたばかりの仔豚と触れ合うことはできない。
ブタは非常に知的な社会的動物と考えられている。PETAのような動物愛護団体は、このことが工場飼育産業の手によるブタの搾取と苦しみを特に非倫理的なものにしていると主張している。

## 地域の料理
西洋やアジアの料理には、様々な仔豚の料理がある。もっとも人気がある料理は、スペイン北部のセゴビアのものである。

### スペイン語圏
レチョンは、世界のいくつかの地域、特にスペインとかつての植民地でよく食べられている豚肉料理である。「レチョン」（lechón）という単語はスペイン語で「乳」意味する leche に由来しており、仔豚の幼さを暗示している。レチョンはロサンゼルス、スペイン、キューバ、プエルトリコ、ホンジュラス、アルゼンチン、ウルグアイ、ボリビア、エクアドル、ペルー、コスタリカ、ドミニカ共和国およびその他のラテンアメリカのスペイン語圏で人気ののある料理である。スペイン料理では一般的にコチニーリョ・アサードが仔豚の丸焼きを示すのに使われるが、これはレチョンがブタの丸焼き全般を意味するようになっているためである。これらの地域の多くでは、レチョンは一年を通して祭などの特別な日に調理される。
味付けの後、内臓を取り除いて大きな棒に串刺しにした仔豚全体を、炭火で満たされた穴で調理する。炭火の上に仔豚を配置し、棒を回転させて全体を焼く。

### アジア

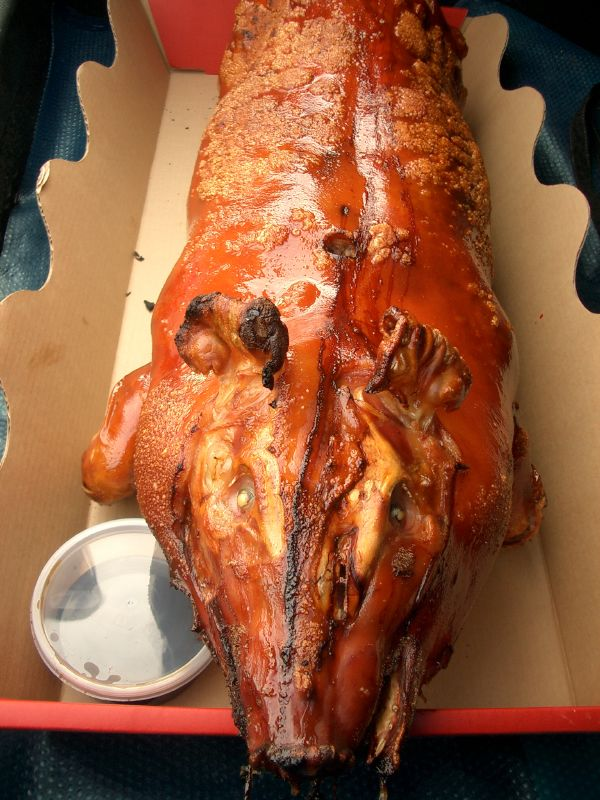
広東風の仔豚の丸焼き

アジアでは、仔豚の丸焼きは重要なパーティの際に中国料理店やベトナム料理店で食べられる。この料理は結婚式のパーティや、赤ちゃんの生後１ヵ月を終えた時のパーティでも人気のある料理である。
スペインの植民地だったフィリピンでは、レチョン（フィリピン語： litsón）は国民食とみなされている。「レチョン」という語の使用法が長年の間に変化するにつれて、現在では仔豚も含むブタのロースト全般を指すようになった。同国では乳飲み仔豚は lechón de leche と呼ばれており、これはスペインでの cochinillo に対応している。
バリ島、バタクおよびミナハサ半島などのインドネシアの非イスラム民族グループにも、仔豚の丸焼きの変種がある。一部の豚肉料理は中国料理の影響を受けている。

### ヨーロッパ

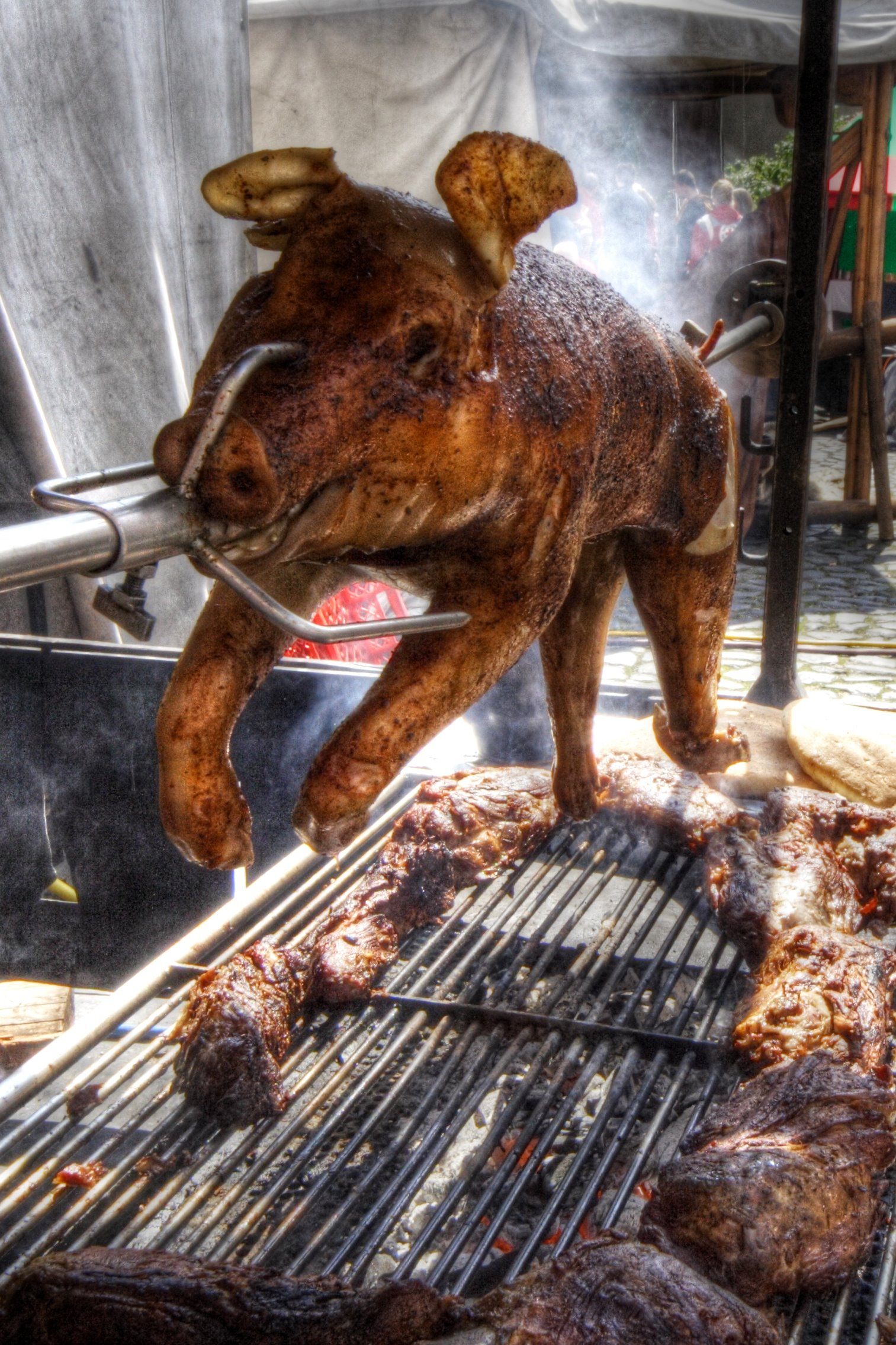
ドイツ料理のシュパンフェルケル

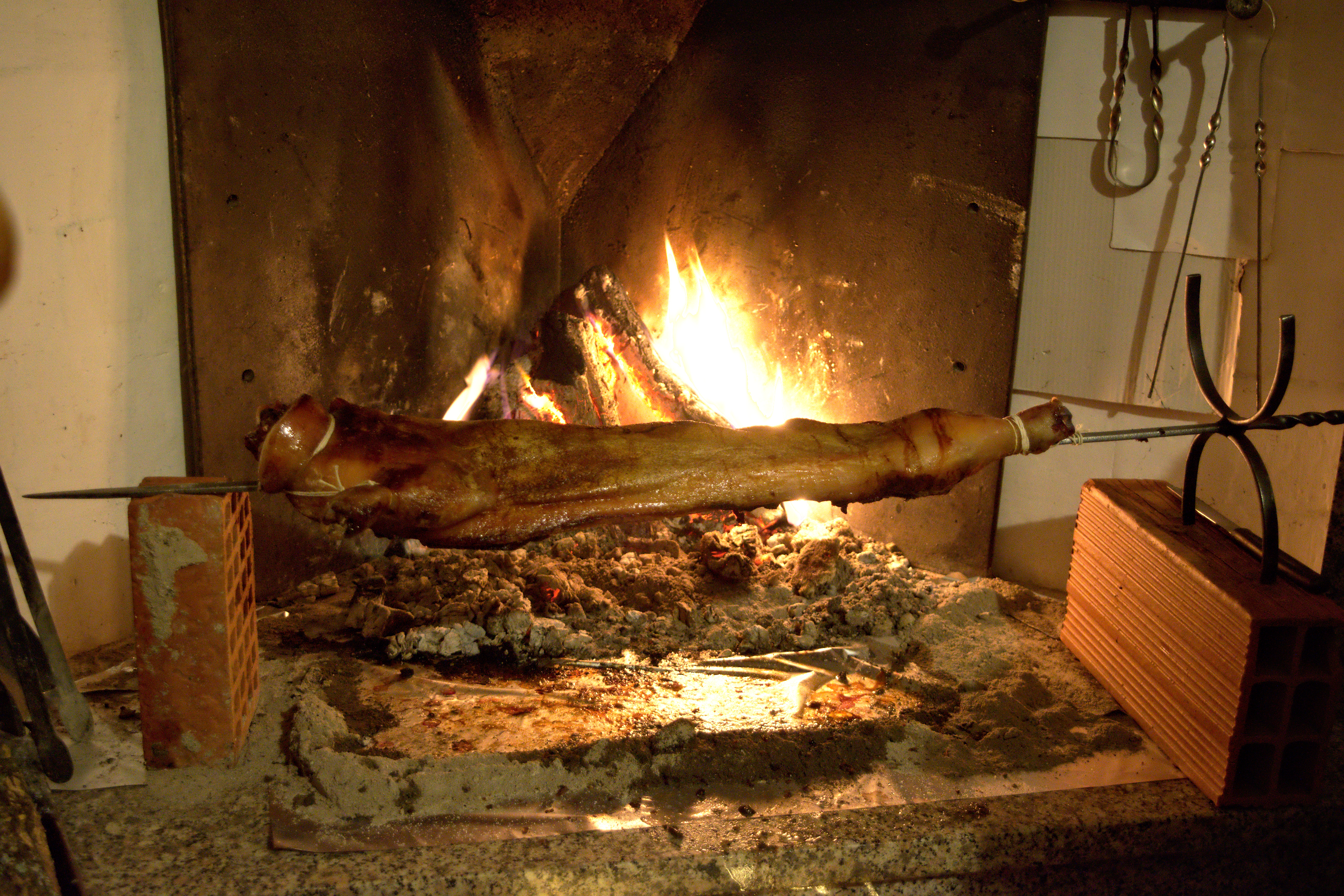
サルディーニャ料理のSu porcheddu

ルーマニア、ポルトガル（leitão）、スペイン、ドイツ、オーストリア、イタリア、スロベニア、セルビア、マケドニア、ジョージア、のヨーロッパ料理の一覧でも非常に好まれている。また、ロシアとセルビアでは家族の伝統的なクリスマスの饗宴ではガチョウとともに食べられている。ロシア海軍では、派遣から帰投した船の乗組員に一頭ないし複数の仔豚の丸焼きを送る伝統がある。
仔豚の丸焼きは、ドイツ及びオーストリア料理ではシュパンフェルケル（Spanferkel）として知られている。オーブンで焼いたり、グリルで焼いたりされ、オクトーバーフェストなどのお祭りでよく供される。
スウェーデンではspädgrisと呼ばれ、通常はオーブンで焼かれるか、時には直火で焼かれることもある。バターやパン粉とともにリンゴやプラムなどの様々な果実が詰められることがよくある。

### アメリカ合衆国
乳飲み仔豚は、アメリカ合衆国南部ルイジアナ州の小さな町マンスラで毎年開かれるCochon de Lait（仔豚の意）というお祭りで、ケイジャン料理でも使用される。
このお祭りでは、その名の通りに乳飲み仔豚の丸焼きが作られる。米国でのその他の仔豚の使い方としては、オーブンで焼いたり、（ハワイ式のブタの丸焼きの様に）調理ピットで焼いたりする。後者はアメリカ合衆国南部の料理で人気がある。